# Tatev Abrahamyan
Tatev Abrahamyan (armenisch Տաթև Աբրահամյան / Tatew Abrahamjan, * 13. Januar 1988 in Jerewan, Armenische SSR, Sowjetunion) ist eine US-amerikanische Schachspielerin.
Tatev Abrahamyan wurde in der Sowjetunion geboren. Ihre Eltern waren Chemiker an der Staatlichen Universität Jerewan. Mit acht Jahren nahm sie ihr Vater mit zur Schacholympiade 1996, wo die einzige teilnehmende Frau des Wettbewerbs, Schachgroßmeisterin (GM) Judit Polgár, großen Eindruck auf Tatev machte. Sie begann selbst Schach zu spielen und nahm bald an Turnieren teil. Als sie dreizehn Jahre alt war, zog ihre Familie in die USA und ließ sich in Glendale (Kalifornien) nieder. Bereits nach einem Jahr gewann sie die K-12 National Championships in Dallas.
Sie nahm bis 2019 elf Mal an der United States Women’s Chess Championship teil, war 2004, 2011 und 2019 je Zweitplatzierte, 2005, 2008 und 2013 Drittplatzierte. 2006 siegte sie beim Schachturnier XVII Pan American Youth Festival in der Kategorie U18 weiblich und gewann dabei jedes Spiel.
Tatev Abrahamyan war 2008 bis 2014 bei vier Schacholympiaden im Team der US-amerikanischen Frauen vertreten. Außerdem nahm sie mit der US-Auswahl an den Mannschaftsweltmeisterschaften der Frauen 2009, 2013 und 2015 teil. In der United States Chess League spielte Abrahamyan von 2010 bis 2013 für die Mannschaft von Los Angeles Vibe, sie wurde 2011 für das zweite All Star Team nominiert.
Tatev Abrahamyan studierte Politikwissenschaft und Psychologie an der California State University und schloss ihr Studium 2011 ab. Im selben Jahr erhielt sie den FIDE-Titel Großmeister der Frauen.